# Pekauman (Losari)
Pekauman is een bestuurslaag in het regentschap Brebes van de provincie Midden-Java, Indonesië. Pekauman telt 2867 inwoners (volkstelling 2010).